# ペール・クラフト
ペール・クラフト（Per Krafft den äldre、1724年1月16日 - 1793年11月7日）はスウェーデンの画家である。肖像画家として知られる。同名の画家の息子、Per Krafft den yngre(1777-1863)と区別するために「den äldre（年長の方）」と呼ばれる。

## 略歴
スウェーデン中部、ヴェストマンランド県のアルボーガ (Arboga)で生まれた。ウプサラで学び、美術に興味を持ち、1739年から数年間、ストックホルムの肖像画家、ヨハン・ヘンリク・シェッフェルの弟子として修業し、初期の作品にはシェッフェルの影響が見られる。1745年からコペンハーゲンに移り、カール・グスタフ・ピロから影響を受けた。デンマークでは有力な政治家、トット(Otto Thott)の支援を受け、トットの家族の肖像画を描いた。
1755年にトットとパリに出て、イアサント・リゴーやニコラ・ド・ラルジリエールといった肖像画家の作品を200点近く模写した。スウェーデン出身で、当時パリで人気の高かった肖像画家、アレクサンドル・ロスランの工房で学び、ロスランの助手も務めた。
1762年にバイロイト侯領の辺境伯のフリードリヒ3世によってバイロイト芸術アカデミーの教授に任じられるが
、1763年にフリードリヒ3世が死去すると、アカデミーは解散した。ボローニャやフィレンツェを訪れ、バイロイトやドレスデンで貴族の肖像画を描き、1767年から1768年の間はポーランド国王スタニスワフ・アウグスト・ポニャトフスキに招かれてワルシャワで働いた。
21年間の国外の活動の後、1768年にスウェーデンに帰国した。パリで学んで帰国した肖像画家の	ローレンツ・パシュと人気を争うことになった。1773年にパシュと同時に、スウェーデン王立美術院の会員に選ばれ、教授に任じられた。1775年結婚し、同名の息子ペール・クラフト（1724-1793）は肖像画家になり、娘のヴィルヘルミーナ・クラフト（1778-1828）もミニアチュールの画家になった。
1793年にストックホルムで亡くなった。
クラフトの描いた肖像画には国王グスタフ3世の家族やスウェーデンの学者などがある。

## 作品

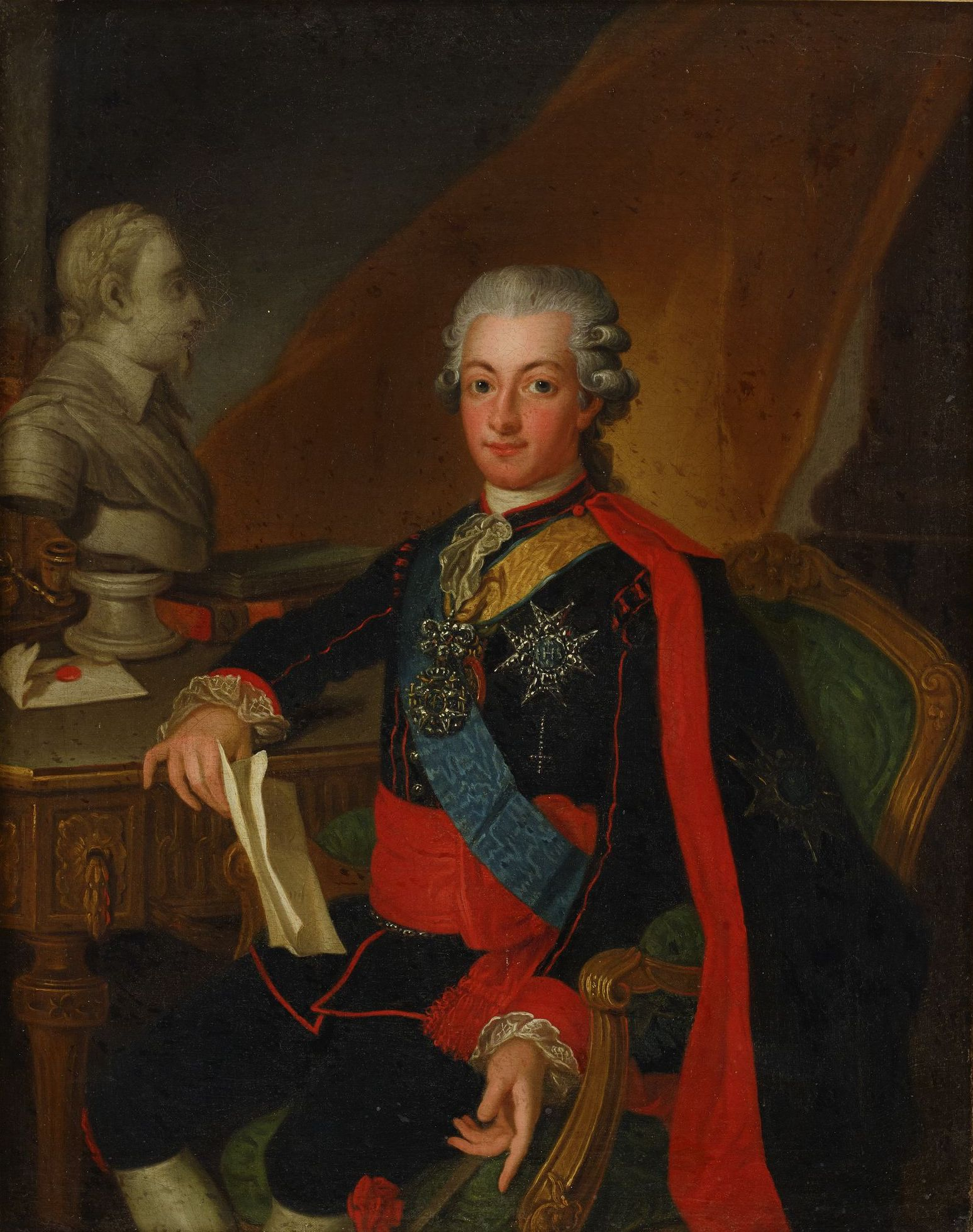
グスタフ3世 (スウェーデン王) (1790)
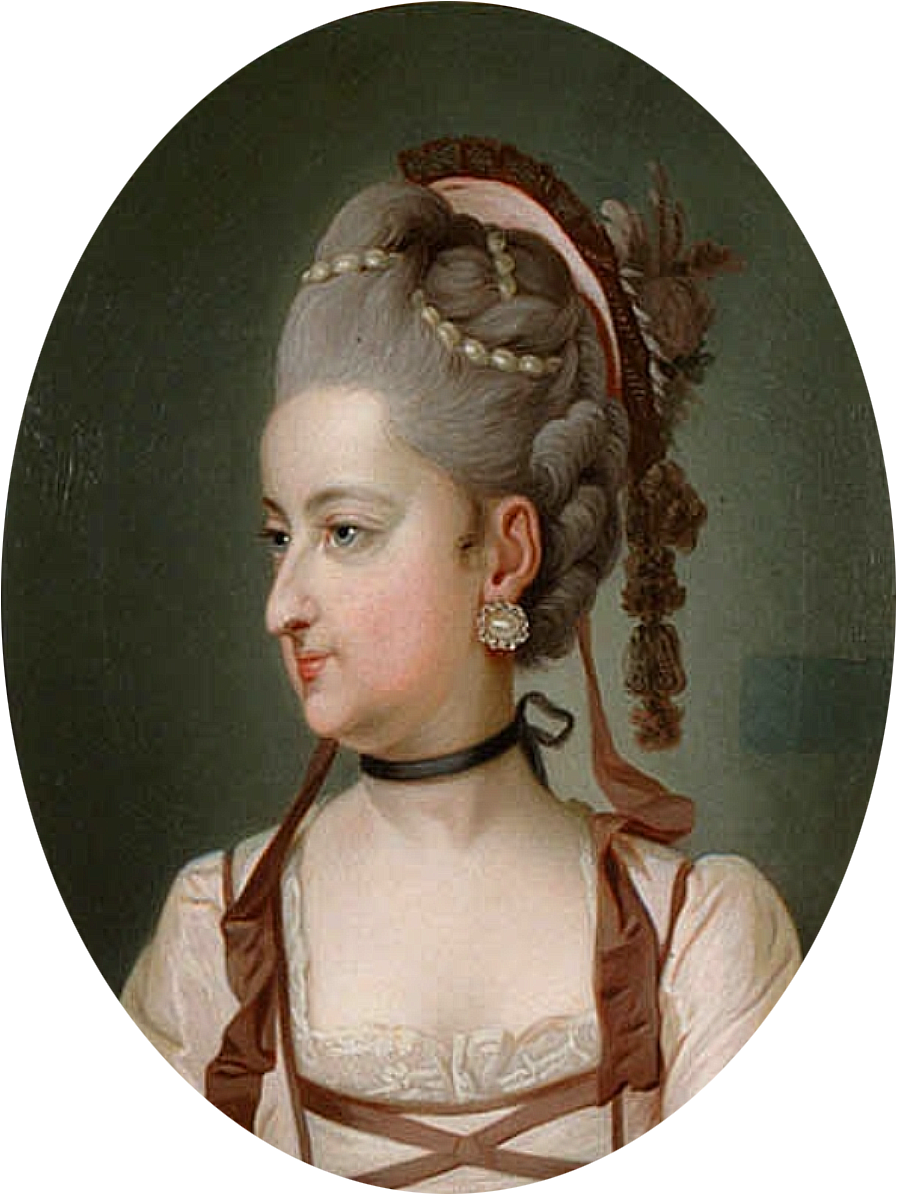
ソフィア・アルベルティーナ-グスタフ3世の妹
子供時代のグスタフ4世アドルフ
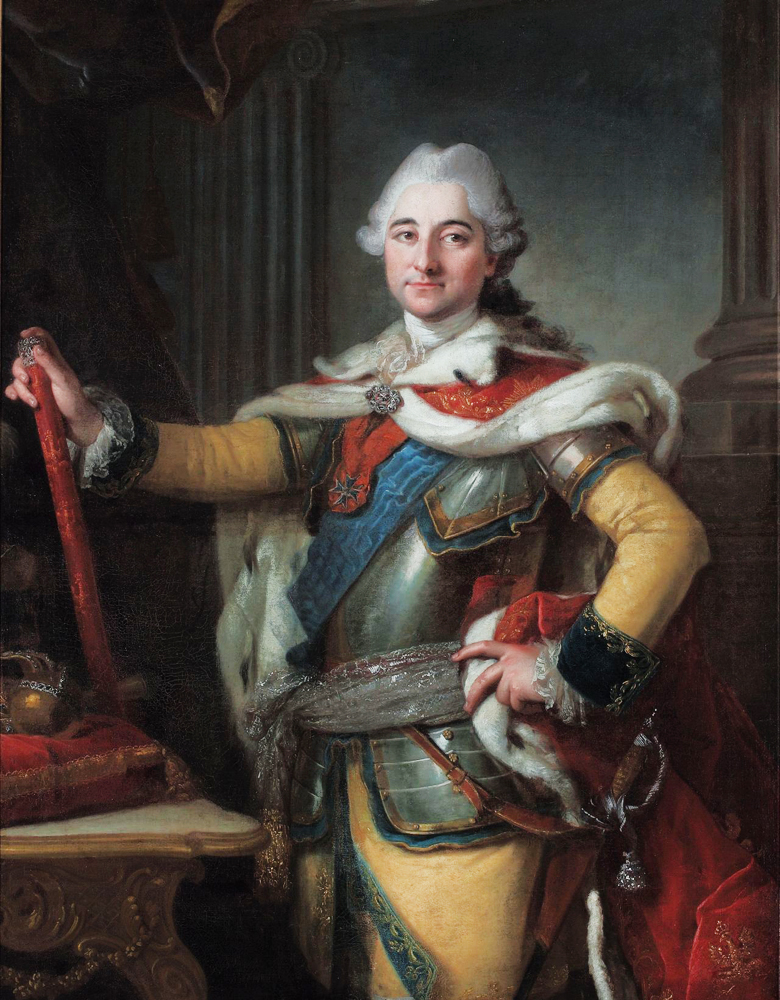
スタニスワフ・アウグスト・ポニャトフスキ
カール・ミカエル・ベルマン
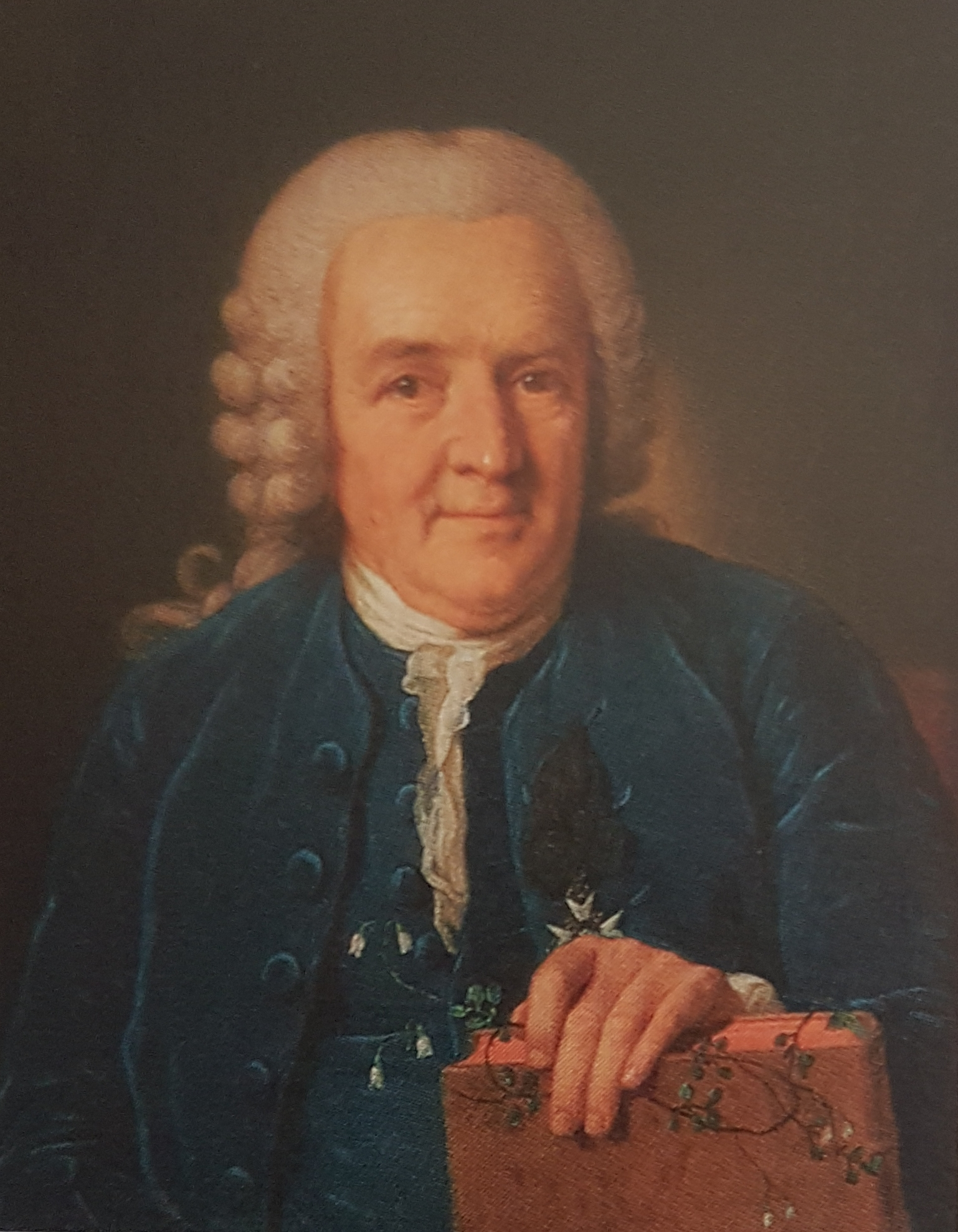
カール・フォン・リンネ
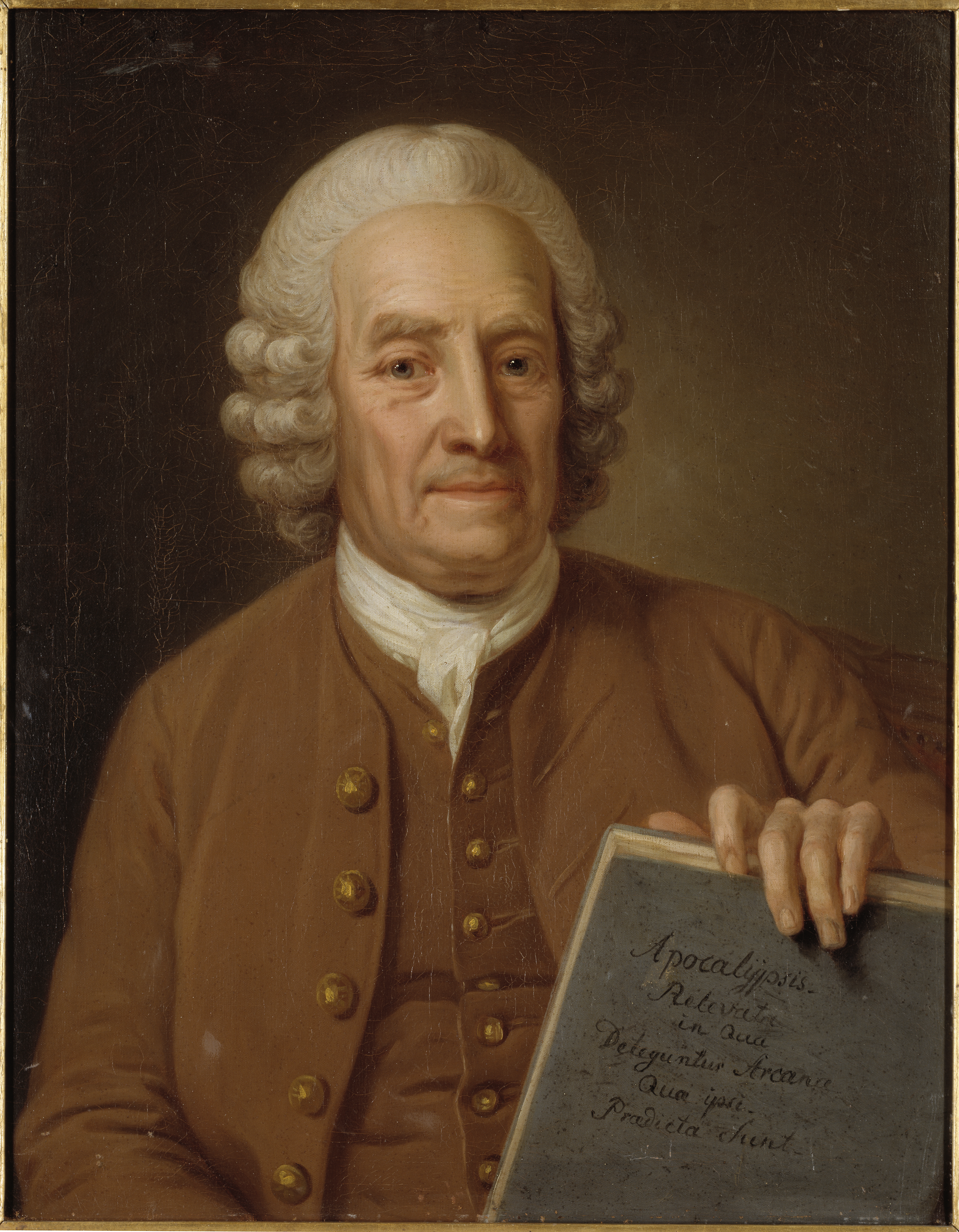
エマヌエル・スヴェーデンボリ
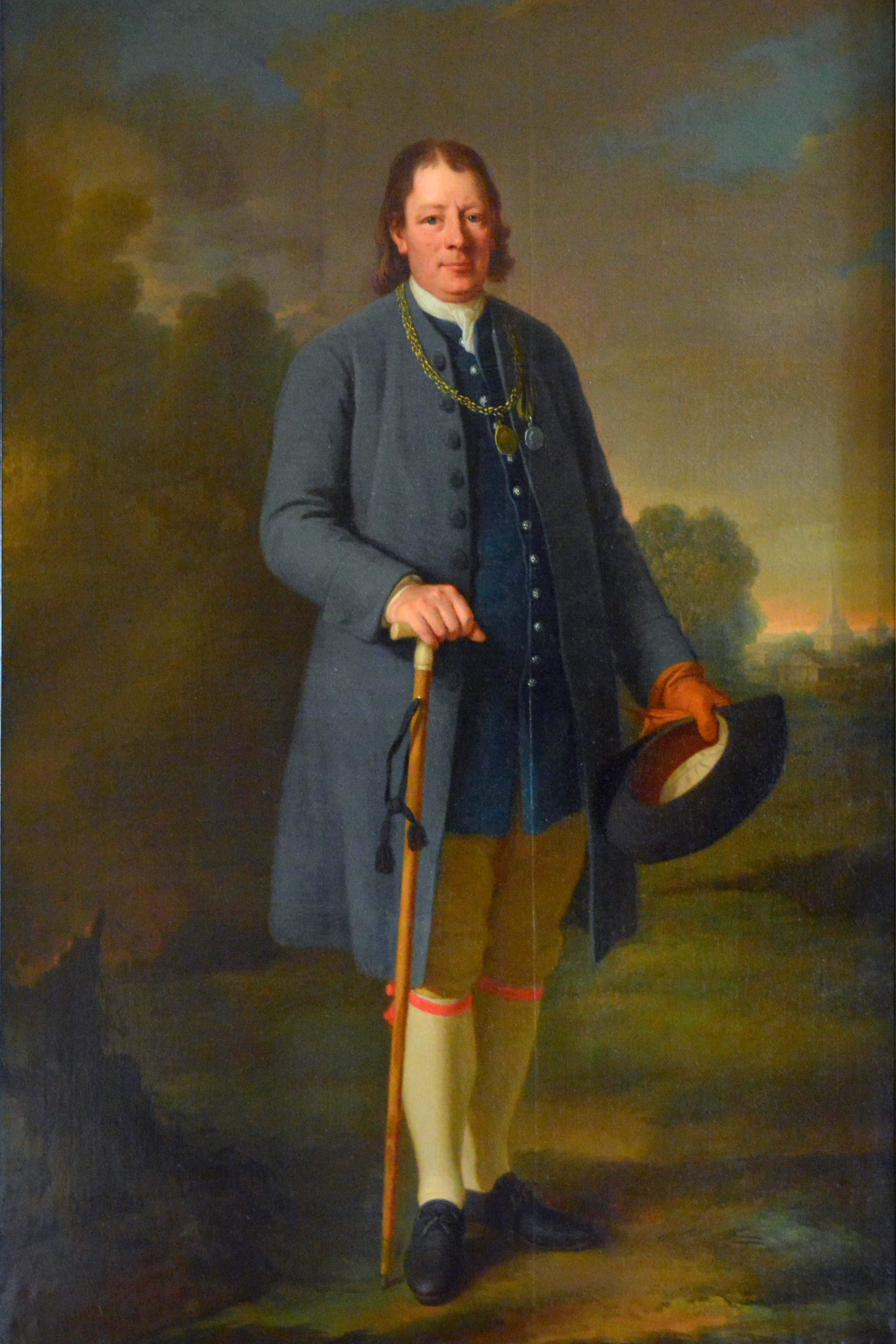
Anders Mattsson-グスタフ4世洗礼式の農民代表